# Torresmo

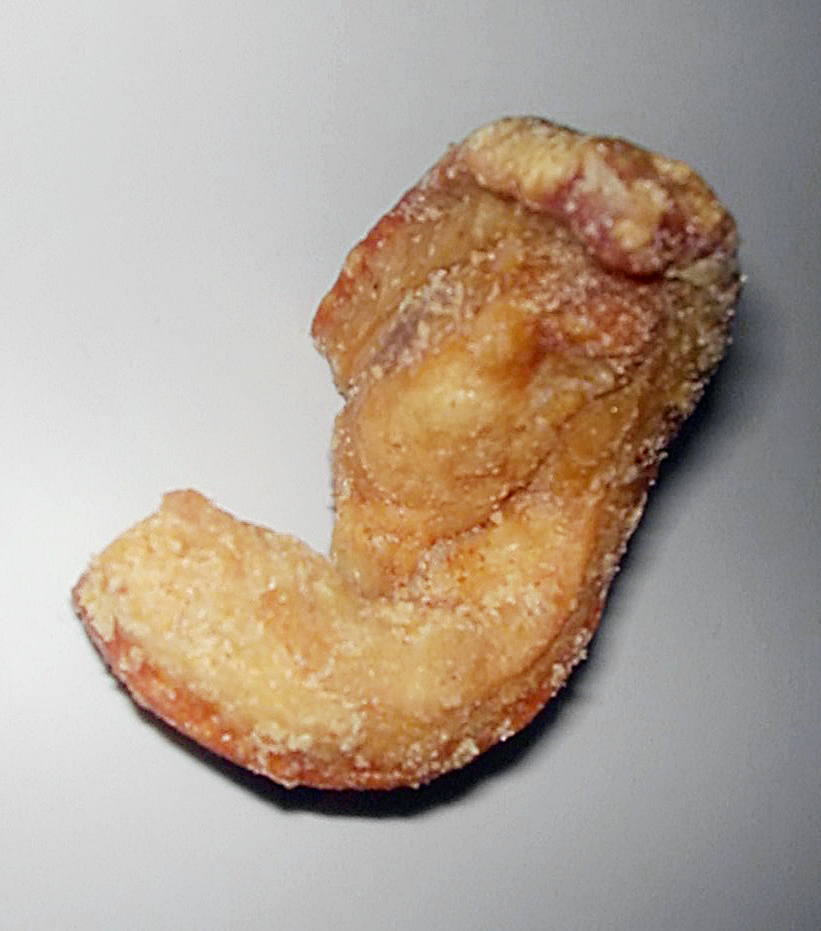
Um torresmo tirado de um pacote comprado no Reino Unido.

O torresmo é uma preparação culinária feita de pele de porco com gordura (ou mesmo toucinho e até banha) cortada em pequenos pedaços e frita até ficar crocante. É utilizado como ingrediente para diversas preparações nas culinárias brasileira e portuguesa, bem como outras regiões de cultura latina. Nos países hispânicos recebe o nome de "chicharrón". É apreciado em diversas regiões do mundo.

## No Brasil e em Portugal
No Brasil e em Portugal é uma das grandes tradições da sua gastronomia. Tendo a sua origem na culinária portuguesa.
O torresmo passou a ser utilizado em larga escala como petisco associado à comida mineira, sendo apreciado acompanhado de um aperitivo — aguardente — e utilizado também na feijoada e no feijão-tropeiro. Pode acompanhar também qualquer bebida, sendo comum seu uso como tira-gosto.
Em Portugal é utilizado como elemento de muitos pratos de cozinha regional um pouco por todo o país, em particular nas feijoadas, no entanto, é como petisco e aperitivo que os torresmos são consumidos mais habitualmente.
Os gribenes são iguarias semelhantes, da culinária dos judeus asquenazes, mas feitas de pele de frango.